# تپه اتانک
تپه اتانک مربوط به دوران‌های تاریخی پس از اسلام است و در شهرستان آبیک، روستای اتابک واقع شده و این اثر در تاریخ ۲۵ اسفند ۱۳۸۰ با شمارهٔ ثبت ۵۵۷۵ به‌عنوان یکی از آثار ملی ایران به ثبت رسیده است.